# Borbuhî, Iarmolînți
Borbuhî (în ucraineană Борбухи) este un sat în comuna Bodnarivka din raionul Iarmolînți, regiunea Hmelnîțkîi, Ucraina.

## Demografie
Componența lingvistică a localității Borbuhî
     Ucraineană (98,23%)
     Rusă (1,77%)
Conform recensământului din 2001, majoritatea populației localității Borbuhî era vorbitoare de ucraineană (98,23%), existând în minoritate și vorbitori de rusă (1,77%).